# Linda Ronstadt

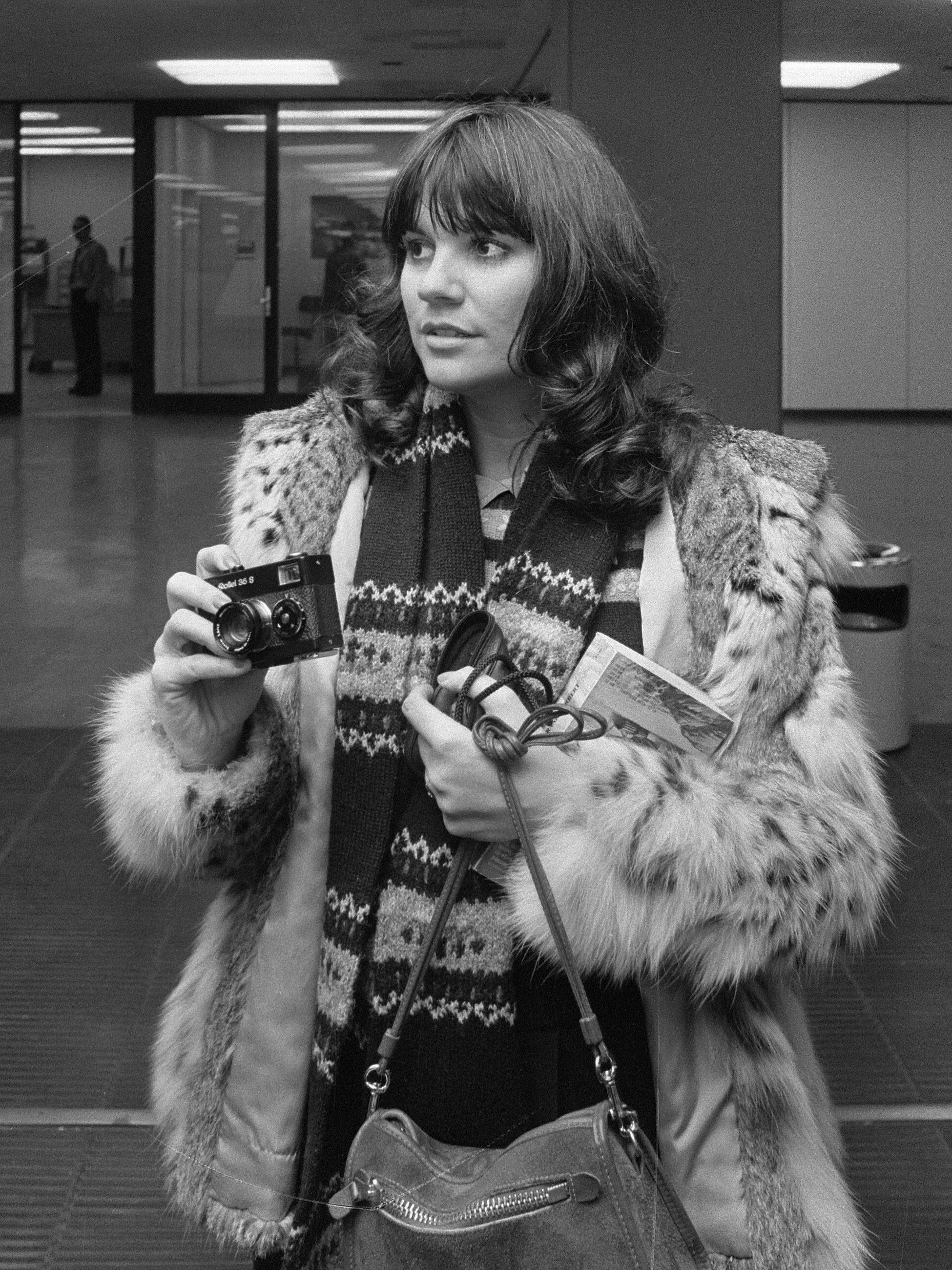
Linda Ronstadt (1976)

Linda Maria Ronstadt (* 15. Juli 1946 in Tucson, Arizona) ist eine US-amerikanische West-Coast- und Country-Rock-Sängerin.

## Leben
Linda Ronstadt wurde 1946 in Tucson als Tochter von Gilbert Ronstadt (1911–1995) und Ruth Mary Copeman (1914–1982) geboren. Ihr Großvater Federico Ronstadt war 1868 im mexikanischen Sonora als Sohn eines deutschen Einwanderers aus Hannover geboren worden, der mit 14 Jahren nach Tucson gekommen war, um das Handwerk des Wagenbaues zu erlernen. Er selbst und seine Kinder spielten in verschiedenen Bands und schrieben Songs.

## Karriere
Sie begann ihre Karriere Mitte der 1960er im Folk-Club The Troubadour in West Hollywood. Mit der Folkformation The Stone Poneys hatte sie 1967 ihren ersten Hit Different Drum, geschrieben von Michael Nesmith von den Monkees. Ihr erster Solohit war 1970 der Country-Rock-Song Long Long Time, sie wirkte aber auch am Oratorium Escalator over the Hill mit dem Ensemble der Jazzpianistin und -Komponistin Carla Bley mit. Zu Beginn bestand ihre Begleitband aus Don Henley, Glenn Frey, Bernie Leadon und Randy Meisner, den späteren Eagles. Man probte in Ronstadts Haus im Laurel Canyon, wo sie mit J. D. Souther zusammenwohnte.

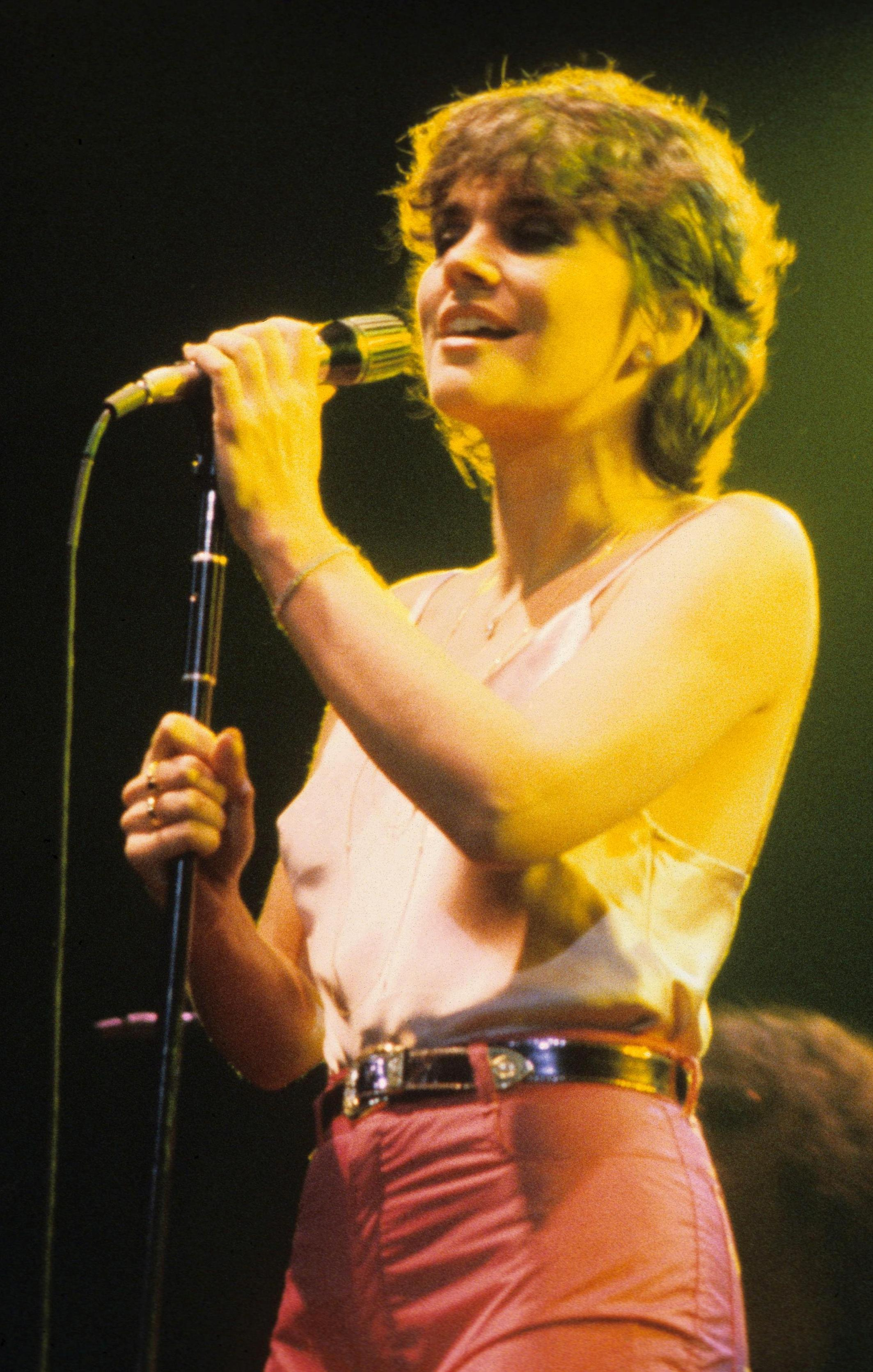
Linda Ronstadt (1978)

In den 1970er-Jahren hatte Ronstadt ihre größten Erfolge mit Coverversionen und erhielt eine Reihe von Platinauszeichnungen. Ihre Alben Heart Like a Wheel (1974), ursprünglich ein Hit von Kate McGarrigle, Hasten Down the Wind, Simple Dreams und Living in the USA erzielten in den amerikanischen Billboard-Album- und Country-Album-Charts sechsmal Nummer-eins-Notierungen, darunter war der Nummer-eins-Hit You’re No Good, ein Stück von Dee Dee Warwick. Heart Like a Wheel von 1974 gilt als ihr wichtigstes Album.
In den späten 1970er-Jahren hatte sie ein Verhältnis mit Jerry Brown, dem damaligen Gouverneur von Kalifornien. Mit einem Cover des Rolling-Stones-Songs Tumbling Dice gelang ihr 1978 ein Top-40-Hit. Ihr Album Canciones de mi padre entstammt einer Liedersammlung ihrer Tante Luise, die 1930 ein gleichnamiges Buch herausgebracht hatte. Dem deutschen Publikum wurde sie im November 1976 durch einen Auftritt beim WDR-Rockpalast bekannt.
Ronstadt machte neben zahlreichen Poprock-Hits, wie z. B. einer Coverversion von Roy Orbisons Blue Bayou und Duetten mit Aaron Neville, im Laufe ihrer Karriere Aufnahmen vieler musikalischen Stilrichtungen, angefangen vom Big-Band-Sound über mexikanische Volksmusik bis hin zu einem Album mit Rock-Klassikern in Form von Wiegenliedern mit dem Titel Dedicated to the One I Love, das u. a. eine Version des Queen-Klassikers We Will Rock You enthält. Sie ist auch als Backgroundsängerin auf diversen Neil-Young-Alben zu hören und war häufig Gastsängerin bei anderen Bands und Interpreten, beispielsweise bei den Eagles, den Chieftains und Nicolette Larson.
In Zusammenarbeit mit Emmylou Harris und Dolly Parton entstand 1987 das Country-Album Trio, dem 1999 das Album Trio II folgte. Für den Film Mambo Kings sang sie zwei Titel im Arrangement von Ray Santos, der dann auch ihr Album Frenesi mit lateinamerikanischen Standards arrangierte, das 1992 mit dem Grammy für das Best Tropical Latin Album ausgezeichnet wurde.

## Politisches Engagement
Als sie 2004 dem Filmemacher und Bush-Kritiker Michael Moore bei einem Konzert in Las Vegas ihre Unterstützung bekundete, wurde sie dafür ausgebuht. Vor der geplanten Zugabe hatte sie Moore als einen „großen amerikanischen Patrioten“ und jemanden, „der die Wahrheit verbreitet“, bezeichnet. Sie rief das Publikum im Hotel-Casino Aladdin auf, sich Moores Dokumentarfilm über Präsident George W. Bush, Fahrenheit 9/11, anzusehen. Einige der 4500 Zuschauer stürmten daraufhin aus dem Saal, andere rissen Konzertplakate ab. Das Konzert wurde abgebrochen und das Aladdin erteilte Ronstadt Hausverbot; trotz der Fürsprache von Prominenten wie Elton John wurde an der Entscheidung festgehalten.
Ronstadt äußerte sich auch in anderen Fällen politisch. So sprach sie sich gegen die Abschiebung illegaler Migranten zurück nach Mexiko aus. 2010 beteiligte sie sich an einer Klage gegen die damals in Arizona geplanten schärferen Abschieberegeln.

## Krankheit und Karriereende
Im August 2013 gab Ronstadt bekannt, dass sie seit einigen Jahren an der Parkinson-Krankheit leide und nicht mehr singen könne. Sie erklärte ihre musikalische Karriere für beendet. Dennoch hat sich Ronstadt noch nicht komplett aus der Öffentlichkeit zurückgezogen. Ihre Autobiographie Simple Dreams: A Musical Memoir wurde im September 2013 veröffentlicht. Im September 2019 folgte eine Dokumentation über ihr Leben mit dem Titel Linda Ronstadt: The Sound of My Voice, die beim Provincetown International Film Festival als beste Dokumentation ausgezeichnet wurde.

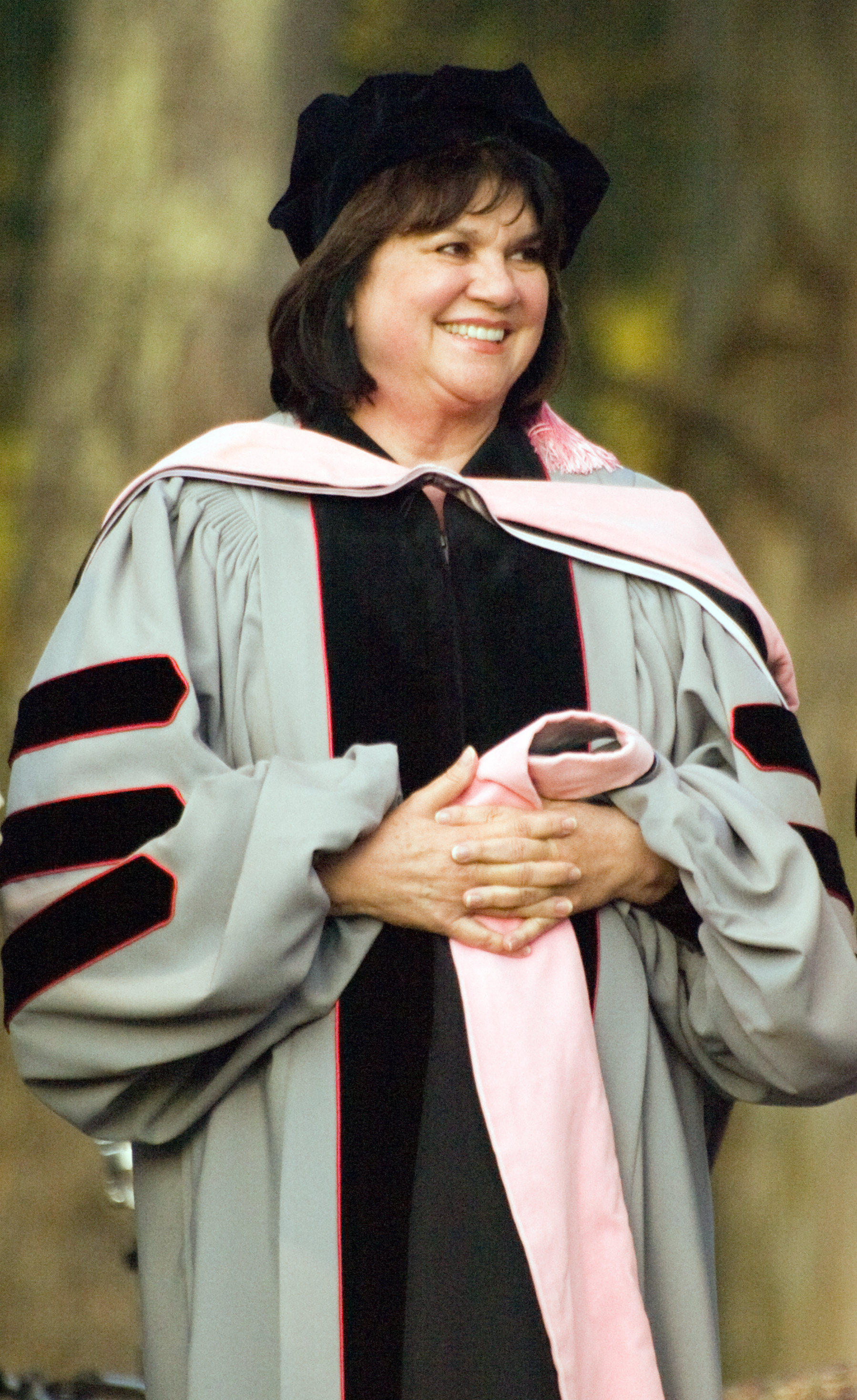
Linda Ronstadt 2009 in ihrer Ehrendoktorrobe auf dem Hardly Strictly Bluegrass 9 Festival in San Francisco

## Auszeichnungen
- Linda Ronstadt wurde mit insgesamt zehn Grammy Awards ausgezeichnet.
- Für ihre Rolle im Musical The Pirates of Penzance wurde sie als Schauspielerin für den Golden Globe nominiert. Mit diesem Musical gastierte sie auch am Broadway.
- Am 9. Mai 2009 erhielt sie die Ehrendoktorwürde des Berklee College of Music in Boston.[10]
- Am 28. Juli 2014 zeichnete US-Präsident Obama sie mit der National Medal of Arts aus.[11]

## Diskografie

### Alben
| Jahr | Titel                                     | Höchstplatzierung, Gesamtwochen, AuszeichnungChartplatzierungen (Jahr, Titel, Platzierungen, Wochen, Auszeichnungen, Anmerkungen) | Höchstplatzierung, Gesamtwochen, AuszeichnungChartplatzierungen (Jahr, Titel, Platzierungen, Wochen, Auszeichnungen, Anmerkungen) | Höchstplatzierung, Gesamtwochen, AuszeichnungChartplatzierungen (Jahr, Titel, Platzierungen, Wochen, Auszeichnungen, Anmerkungen) | Höchstplatzierung, Gesamtwochen, AuszeichnungChartplatzierungen (Jahr, Titel, Platzierungen, Wochen, Auszeichnungen, Anmerkungen) | Höchstplatzierung, Gesamtwochen, AuszeichnungChartplatzierungen (Jahr, Titel, Platzierungen, Wochen, Auszeichnungen, Anmerkungen) | Anmerkungen                                                                                         |
| Jahr | Titel                                     | DE | AT | CH | UK | US | Anmerkungen                                                                                         |
| ---- | ----------------------------------------- | --- | --- | --- | --- | --- | --------------------------------------------------------------------------------------------------- |
| 1967 | The Stone Poneys Featuring Linda Ronstadt | — | — | — | — | US172 (4 Wo.)US | Erstveröffentlichung: Januar 1967 Charteinstieg: 1975 mit The Stone Poneys                          |
| 1968 | Evergreen, Vol. 2                         | — | — | — | — | US100 (15 Wo.)US | mit The Stone Poneys                                                                                |
| 1970 | Silk Purse                                | — | — | — | — | US103 (10 Wo.)US | Erstveröffentlichung: 6. März 1970                                                                  |
| 1972 | Linda Ronstadt                            | — | — | — | — | US163 (10 Wo.)US | Erstveröffentlichung: 30. Januar 1972                                                               |
| 1974 | Don’t Cry Now                             | — | — | — | — | US45 Gold · (56 Wo.)US | Erstveröffentlichung: 21. September 1974                                                            |
| 1974 | Heart Like a Wheel                        | — | — | — | — | US1 ×2Doppelplatin · (51 Wo.)US                                                                                                   | Erstveröffentlichung: 15. November 1974 Platz 163 der Rolling Stone 500                             |
| 1975 | Prisoner in Disguise                      | — | — | — | — | US4 Platin · (28 Wo.)US | Erstveröffentlichung: 16. September 1975                                                            |
| 1976 | Hasten Down the Wind                      | — | — | — | UK32 Silber · (8 Wo.)UK | US3 Platin · (36 Wo.)US | Erstveröffentlichung: August 1976 Grammy (Female Pop Vocal)                                         |
| 1977 | Simple Dreams                             | — | — | — | UK15 (5 Wo.)UK | US1 ×3Dreifachplatin · (47 Wo.)US                                                                                                 | Erstveröffentlichung: 5. September 1977                                                             |
| 1978 | Living in the USA                         | — | — | — | UK39 Silber · (2 Wo.)UK | US1 ×2Doppelplatin · (32 Wo.)US                                                                                                   | Erstveröffentlichung: 19. September 1978                                                            |
| 1980 | Mad Love                                  | — | — | — | UK65 (1 Wo.)UK | US3 Platin · (36 Wo.)US | Erstveröffentlichung: Februar 1980                                                                  |
| 1982 | Get Closer                                | — | — | — | — | US31 Gold · (28 Wo.)US | Erstveröffentlichung: 3. September 1982                                                             |
| 1983 | What’s New                                | — | — | — | UK31 (5 Wo.)UK | US3 ×3Dreifachplatin · (81 Wo.)US                                                                                                 | Erstveröffentlichung: 23. September 1983 mit The Nelson Riddle Orchestra                            |
| 1984 | Lush Life                                 | — | — | — | UK100 (1 Wo.)UK | US13 Platin · (26 Wo.)US | Erstveröffentlichung: 30. November 1984 mit Nelson Riddle and His Orchestra                         |
| 1986 | For Sentimental Reasons                   | — | — | — | — | US46 Platin · (27 Wo.)US | Erstveröffentlichung: 7. Oktober 1986 mit Nelson Riddle and His Orchestra                           |
| 1987 | Trio                                      | — | — | — | UK60 (4 Wo.)UK | US6 Platin · (48 Wo.)US | Erstveröffentlichung: 2. März 1987 mit Dolly Parton und Emmylou Harris Grammy (Group Country Vocal) |
| 1987 | Canciones de mi padre                     | — | — | — | — | US42 ×2Doppelplatin · (35 Wo.)US                                                                                                  | Erstveröffentlichung: 24. November 1987 Grammy (Mexican-American Album)                             |
| 1989 | Cry Like a Rainstorm, Howl Like the Wind  | — | AT24 (3 Wo.)AT | — | UK43 Gold · (8 Wo.)UK | US7 ×3Dreifachplatin · (58 Wo.)US                                                                                                 | Erstveröffentlichung: 6. Oktober 1989 feat. Aaron Neville                                           |
| 1991 | Mas canciones                             | — | — | — | — | US88 (13 Wo.)US | Erstveröffentlichung: 15. November 1991 Grammy (Mexican-American Album)                             |
| 1992 | Frenesi                                   | — | — | — | — | US193 (1 Wo.)US | Erstveröffentlichung: 21. August 1992 Grammy (Tropical Latin Album)                                 |
| 1993 | Winter Light                              | — | — | — | — | US92 (12 Wo.)US | Erstveröffentlichung: 23. November 1993                                                             |
| 1995 | Feels Like Home                           | — | — | — | — | US75 (12 Wo.)US | Erstveröffentlichung: 14. März 1995                                                                 |
| 1996 | Dedicated to the One I Love               | — | — | — | — | US78 (11 Wo.)US | Erstveröffentlichung: 11. Juni 1996 Grammy (Children’s Album)                                       |
| 1998 | We Ran                                    | — | — | — | — | US160 (2 Wo.)US | Erstveröffentlichung: 23. Juni 1998                                                                 |
| 1999 | Trio II                                   | — | — | — | — | US62 Gold · (14 Wo.)US | Erstveröffentlichung: 9. Februar 1999 mit Dolly Parton und Emmylou Harris                           |
| 1999 | Western Wall: The Tucson Sessions         | — | — | — | — | US73 (7 Wo.)US | Erstveröffentlichung: 24. August 1999 mit Emmylou Harris                                            |
| 2004 | Hummin’ to Myself                         | — | — | — | — | US166 (1 Wo.)US | Erstveröffentlichung: 22. November 2004                                                             |
| 2006 | Adieu False Heart                         | — | — | — | — | US146 (2 Wo.)US | Erstveröffentlichung: 25. Juli 2006 mit Ann Savoy                                                   |
| 2019 | Live in Hollywood                         | — | — | — | — | US97 (1 Wo.)US | |

grau schraffiert: keine Chartdaten aus diesem Jahr verfügbar
Weitere Alben:
- 1968: Vol. III (mit The Stone Poneys and Friends)
- 1969: Hand Sown… Home Grown
- 1977: The Southern Belle
- 1978: Napa Presents a Concert: Behind Prison Walls (mit Johnny Cash und Roy Clark)
- 1993: Boleros y rancheras
- 2015: Willin’ in L. A.

### Kompilationen
| Jahr | Titel                           | Höchstplatzierung, Gesamtwochen, AuszeichnungChartplatzierungen (Jahr, Titel, Platzierungen, Wochen, Auszeichnungen, Anmerkungen) | Höchstplatzierung, Gesamtwochen, AuszeichnungChartplatzierungen (Jahr, Titel, Platzierungen, Wochen, Auszeichnungen, Anmerkungen) | Höchstplatzierung, Gesamtwochen, AuszeichnungChartplatzierungen (Jahr, Titel, Platzierungen, Wochen, Auszeichnungen, Anmerkungen) | Höchstplatzierung, Gesamtwochen, AuszeichnungChartplatzierungen (Jahr, Titel, Platzierungen, Wochen, Auszeichnungen, Anmerkungen) | Höchstplatzierung, Gesamtwochen, AuszeichnungChartplatzierungen (Jahr, Titel, Platzierungen, Wochen, Auszeichnungen, Anmerkungen) | Anmerkungen                            |
| Jahr | Titel                           | DE | AT | CH | UK | US | Anmerkungen                            |
| ---- | ------------------------------- | --- | --- | --- | --- | --- | -------------------------------------- |
| 1974 | Different Drum                  | — | — | — | — | US92 (15 Wo.)US |                                        |
| 1976 | Greatest Hits                   | — | — | — | UK24 (8 Wo.)UK | US6 ×7Siebenfachplatin · (80 Wo.)US                                                                                               | Erstveröffentlichung: 3. Dezember 1976 |
| 1977 | A Retrospective                 | — | — | — | — | US46 Gold · (9 Wo.)US |                                        |
| 1980 | Greatest Hits, Volume Two       | — | — | — | — | US26 Platin · (21 Wo.)US | Erstveröffentlichung: 7. Oktober 1980  |
| 1987 | ’Round Midnight                 | — | — | — | — | US124 Gold · (17 Wo.)US | mit The Nelson Riddle Orchestra        |
| 2000 | Merry Little Christmas          | — | — | — | — | US179 (2 Wo.)US |                                        |
| 2002 | The Very Best of Linda Ronstadt | — | — | — | UK46 (4 Wo.)UK | US165 (3 Wo.)US | Platz 324 der Rolling-Stone-500        |
| 2014 | Duets                           | — | — | — | — | US32 (6 Wo.)US | Erstveröffentlichung: 4. April 2014    |
| 2014 | Opus Collection                 | — | — | — | — | US65 (4 Wo.)US |                                        |

grau schraffiert: keine Chartdaten aus diesem Jahr verfügbar
Weitere Kompilationen
- 1975: 2 Originals of Linda Ronstadt (2 LPs)
- 1977: The Southern Belle
- 1981: For Country Lovers
- 1982: Blue Bayou
- 1984: I’ll Be Your Baby Tonight
- 1984: For Country Lovers
- 1984: Prime of Life (2 LPs)
- 1985: Country and Rock Favorites
- 1985: When Will I Be Loved
- 1986: Rockfile
- 1998: Required Ronstadt
- 1999: Box Set (4 CDs)
- 2004: Jardin Azul: Las canciones favoritas
- 2005: Covered by Ronstadt
- 2006: The Best of Linda Ronstadt – The Capitol Years
- 2007: Blue Bayou and Other Hits
- 2007: Greatest Hits I & II
- 2009: Original Album Series (5 CDs)

### Singles
| Jahr | Titel Album                                                                    | Höchstplatzierung, Gesamtwochen, AuszeichnungChartplatzierungen (Jahr, Titel, Album, Platzierungen, Wochen, Auszeichnungen, Anmerkungen) | Höchstplatzierung, Gesamtwochen, AuszeichnungChartplatzierungen (Jahr, Titel, Album, Platzierungen, Wochen, Auszeichnungen, Anmerkungen) | Höchstplatzierung, Gesamtwochen, AuszeichnungChartplatzierungen (Jahr, Titel, Album, Platzierungen, Wochen, Auszeichnungen, Anmerkungen) | Höchstplatzierung, Gesamtwochen, AuszeichnungChartplatzierungen (Jahr, Titel, Album, Platzierungen, Wochen, Auszeichnungen, Anmerkungen) | Höchstplatzierung, Gesamtwochen, AuszeichnungChartplatzierungen (Jahr, Titel, Album, Platzierungen, Wochen, Auszeichnungen, Anmerkungen) | Anmerkungen                                                                                      | [↑]: gemeinsam behandelt mit vorhergehendem Eintrag; [←]: in beiden Charts platziert |
| Jahr | Titel Album                                                                    | DE | AT | CH | UK | US | Anmerkungen                                                                                      |                                                                                      |
| ---- | ------------------------------------------------------------------------------ | --- | --- | --- | --- | --- | ------------------------------------------------------------------------------------------------ | ------------------------------------------------------------------------------------ |
| 1967 | Different Drum Evergreen Vol. 2                                                | — | — | — | — | US13 (17 Wo.)US |                                                                                                  |                                                                                      |
| 1968 | Up to My Neck in High Muddy Water Vol. III                                     | — | — | — | — | US93 (2 Wo.)US | Erstveröffentlichung: 3. Februar 1968                                                            |                                                                                      |
| 1970 | Long Long Time Hand Sown… Home Grown                                           | — | — | — | — | US25 (12 Wo.)US | Erstveröffentlichung: 30. Juni 1970                                                              |                                                                                      |
| 1971 | The Long Way Around Hand Sown… Home Grown                                      | — | — | — | — | US70 (5 Wo.)US |                                                                                                  |                                                                                      |
| 1971 | (She’s A) Very Lovely Woman Hand Sown… Home Grown                              | — | — | — | —[US: ↑] | US70 (5 Wo.)US | Erstveröffentlichung: 2. Januar 1971                                                             |                                                                                      |
| 1972 | Rock Me on the Water Linda Ronstadt                                            | — | — | — | — | US85 (3 Wo.)US | Erstveröffentlichung: 3. Februar 1972                                                            |                                                                                      |
| 1973 | Love Has No Pride Don’t Cry Now                                                | — | — | — | — | US51 (11 Wo.)US | Erstveröffentlichung: 20. Oktober 1973                                                           |                                                                                      |
| 1974 | Silver Threads and Golden Needles Don’t Cry Now                                | — | — | — | — | US67 (7 Wo.)US | Erstveröffentlichung: 9. Februar 1974                                                            |                                                                                      |
| 1974 | You’re No Good Heart Like a Wheel                                              | — | — | — | — | US1 (16 Wo.)US | Erstveröffentlichung: November 1974                                                              |                                                                                      |
| 1975 | When Will I Be Loved Heart Like a Wheel                                        | — | — | — | — | US2 (19 Wo.)US | Erstveröffentlichung: März 1975                                                                  |                                                                                      |
| 1975 | It Doesn’t Matter Anymore Heart Like a Wheel                                   | — | — | — | — | US47 (4 Wo.)US |                                                                                                  |                                                                                      |
| 1975 | Love Is a Rose Prisoner in Disguise                                            | — | — | — | — | US5 (15 Wo.)US | Erstveröffentlichung: 6. Oktober 1975                                                            |                                                                                      |
| 1975 | Heat Wave Prisoner in Disguise                                                 | — | — | — | —[US: ↑] | US5 (15 Wo.)US |                                                                                                  |                                                                                      |
| 1975 | Tracks of My Tears Prisoner in Disguise                                        | — | — | — | UK42 (3 Wo.)UK | US25 (13 Wo.)US | Erstveröffentlichung: Dezember 1975                                                              |                                                                                      |
| 1976 | That’ll Be the Day Hasten Down the Wind                                        | — | — | — | — | US11 (16 Wo.)US | Erstveröffentlichung: August 1976                                                                |                                                                                      |
| 1976 | Someone to Lay Down Beside Me Hasten Down the Wind                             | — | — | — | — | US42 (11 Wo.)US | Erstveröffentlichung: 29. November 1976                                                          |                                                                                      |
| 1977 | Lose Again Hasten Down the Wind                                                | — | — | — | — | US76 (5 Wo.)US | Erstveröffentlichung: 13. Mai 1977                                                               |                                                                                      |
| 1977 | Blue Bayou Simple Dreams                                                       | — | — | — | UK35 (4 Wo.)UK | US3 Platin · (23 Wo.)US | Erstveröffentlichung: 19. August 1977                                                            |                                                                                      |
| 1977 | It’s so Easy Simple Dreams                                                     | DE47 (2 Wo.)DE | — | CH6 (12 Wo.)CH | — | US5 (18 Wo.)US | Erstveröffentlichung: 23. September 1977                                                         |                                                                                      |
| 1978 | Poor Poor Pitiful Me Simple Dreams                                             | — | — | — | — | US31 (9 Wo.)US | Erstveröffentlichung: Januar 1978                                                                |                                                                                      |
| 1978 | Tumbling Dice Simple Dreams                                                    | — | — | — | — | US32 (8 Wo.)US | Erstveröffentlichung: 16. April 1978                                                             |                                                                                      |
| 1978 | Back in the U. S. A. Living in the USA                                         | — | — | — | — | US16 (13 Wo.)US | Erstveröffentlichung: August 1978                                                                |                                                                                      |
| 1978 | Ooh Baby Baby Living in the USA                                                | — | — | — | — | US7 (16 Wo.)US | Erstveröffentlichung: Oktober 1978                                                               |                                                                                      |
| 1979 | Just One Look Living in the USA                                                | — | — | — | — | US44 (8 Wo.)US | Erstveröffentlichung: Januar 1979                                                                |                                                                                      |
| 1979 | Alison Living in the USA                                                       | — | — | — | UK66 (2 Wo.)UK | — | Erstveröffentlichung: 26. April 1979                                                             |                                                                                      |
| 1980 | How Do I Make You Mad Love                                                     | — | — | — | — | US10 (16 Wo.)US | Erstveröffentlichung: Januar 1980                                                                |                                                                                      |
| 1980 | Hurt so Bad Mad Love                                                           | — | — | — | — | US8 (14 Wo.)US | Erstveröffentlichung: 21. März 1980                                                              |                                                                                      |
| 1980 | I Can’t Let Go Mad Love                                                        | — | — | — | — | US31 (12 Wo.)US | Erstveröffentlichung: 7. Juni 1980                                                               |                                                                                      |
| 1982 | Get Closer                                                                     | — | — | — | — | US29 (12 Wo.)US | Erstveröffentlichung: September 1982                                                             |                                                                                      |
| 1982 | I Knew You When Get Closer                                                     | — | — | — | — | US37 (12 Wo.)US | Erstveröffentlichung: 21. November 1982                                                          |                                                                                      |
| 1983 | Easy for You to Say Get Closer                                                 | — | — | — | — | US54 (10 Wo.)US | Erstveröffentlichung: 23. April 1983                                                             |                                                                                      |
| 1983 | What’s New                                                                     | — | — | — | — | US84 (1 Wo.)US | Erstveröffentlichung: 7. Oktober 1983 mit Nelson Riddle                                          |                                                                                      |
| 1983 | What’s New                                                                     | — | — | — | — | US53 (13 Wo.)US |                                                                                                  |                                                                                      |
| 1986 | Somewhere Out There An American Tail                                           | — | — | — | UK8 (13 Wo.)UK | US2 (22 Wo.)US | Erstveröffentlichung: 30. April 1986 vom Soundtrack zu Feivel, der Mauswanderer mit James Ingram |                                                                                      |
| 1989 | Don’t Know Much Cry Like a Rainstorm – Howl Like the Wind                      | DE34 (15 Wo.)DE | AT3 (16 Wo.)AT | — | UK2 Silber · (12 Wo.)UK | US2 Gold · (26 Wo.)US | Erstveröffentlichung: 12. September 1989 feat. Aaron Neville                                     |                                                                                      |
| 1990 | All My Life Cry Like a Rainstorm – Howl Like the Wind                          | — | — | — | — | US11 (15 Wo.)US | Erstveröffentlichung: 23. Januar 1990 feat. Aaron Neville                                        |                                                                                      |
| 1990 | When Something Is Wrong with My Baby Cry Like a Rainstorm – Howl Like the Wind | — | — | — | — | US78 (6 Wo.)US | feat. Aaron Neville                                                                              |                                                                                      |

grau schraffiert: keine Chartdaten aus diesem Jahr verfügbar
Weitere Singles
- 1970: Will You Love Me Tomorrow
- 1971: I Fall to Pieces
- 1973: Colorado
- 1976: Crazy
- 1976: Desperado
- 1977: Lago Azul (Blue Bayou)
- 1977: Living Like a Fool
- 1977: Canta en español
- 1977: Tell Him
- 1978: Love Me Tender
- 1978: I Never Will Marry
- 1982: Lies
- 1983: I’ve Got a Crush on You (mit The Nelson Riddle Orchestra)
- 1984: Falling in Love Again (mit The Nelson Riddle Orchestra)
- 1984: Skylark
- 1984: When I Fall in Love
- 1986: When You Wish Upon a Star (mit The Nelson Riddle Orchestra)
- 1986: Under African Skies (mit Paul Simon)
- 1987: Telling Me Lies (mit Dolly Parton und Emmylou Harris)
- 1987: Those Memories of You (mit Dolly Parton und Emmylou Harris)
- 1987: Wildflowers (mit Dolly Parton und Emmylou Harris)
- 1987: Telling Me Lies (mit Dolly Parton und Emmylou Harris)
- 1988: When We Ran
- 1988: Tu solo tu
- 1989: Adios
- 1991: Dreams to Dream
- 1991: Gritenme piedras del campo
- 1992: El crucifijo de piedra
- 1992: Frenesi
- 1993: Winter Light
- 1993: A River for Him
- 1993: Adónde voy
- 1993: Heartbeats Accelerating
- 1994: The Blue Train
- 1995: The Waiting
- 1995: A Dream Is a Wish Your Heart Makes
- 1995: Walk On
- 1995: High Sierra

## Auszeichnungen für Musikverkäufe
| Goldene Schallplatte - Australien - 2008: für das Album The Very Best Of - Frankreich - 1983: für das Album Simple Dreams - Hongkong - 1979: für das Album Greatest Hits - 1979: für das Album Living in the USA - Kanada - 1978: für das Album Greatest Hits - 1984: für das Album What’s New - 1990: für das Album Cry Like a Rainstorm, Howl Like the Wind - Mexiko - 1988: für das Album Canciones de mi padre | Platin-Schallplatte - Australien - 1980: für das Album Mad Love - 1990: für das Album Cry Like a Rainstorm, Howl Like the Wind - 1990: für die Single Don’t Know Much - Hongkong - 1979: für das Album Simple Dreams - Neuseeland - 1978: für das Album Simple Dreams - 1978: für das Album Greatest Hits - 1979: für das Album Living in the USA - 1987: für das Album Trio | 2× Platin-Schallplatte - Australien - 1996: für das Album Living in the USA - Kanada - 1978: für das Album Simple Dreams 4× Platin-Schallplatte - Australien - 2000: für das Album Greatest Hits 5× Platin-Schallplatte - Australien - 2001: für das Album Simple Dreams |

Anmerkung: Auszeichnungen in Ländern aus den Charttabellen bzw. Chartboxen sind in ebendiesen zu finden.
| Land/RegionAuszeichnungen für Musikverkäufe (Land/Region, Auszeichnungen, Verkäufe, Quellen) | Silber     | Gold       | Platin       | Verkäufe   | Quellen                   |
| -------------------------------------------------------------------------------------------- | ---------- | ---------- | ------------ | ---------- | ------------------------- |
| Australien (ARIA)                                                                            | —          | Gold1      | 14× Platin14 | 995.000    | aria.com.au               |
| Frankreich (SNEP)                                                                            | —          | Gold1      | —            | 100.000    | infodisc.fr               |
| Hongkong (IFPI/HKRIA)                                                                        | —          | 2× Gold2   | Platin1      | 40.000     | ifpihk.org                |
| Kanada (MC)                                                                                  | —          | —          | 5× Platin5   | 500.000    | musiccanada.com           |
| Mexiko (AMPROFON)                                                                            | —          | Gold1      | —            | 100.000    | Einzelnachweise           |
| Neuseeland (RMNZ)                                                                            | —          | —          | 4× Platin4   | 80.000     | aotearoamusiccharts.co.nz |
| Vereinigte Staaten (RIAA)                                                                    | —          | 6× Gold6   | 30× Platin30 | 34.000.000 | riaa.com                  |
| Vereinigtes Königreich (BPI)                                                                 | 3× Silber3 | Gold1      | —            | 420.000    | bpi.co.uk                 |
| Insgesamt                                                                                    | 3× Silber3 | 12× Gold12 | 54× Platin54 |            |                           |